# Björn Åkesson (fotbollsspelare)
Björn Christer Åkesson, född 4 februari 1978 i Älmhult, är en svensk före detta fotbollsmålvakt som senast representerat IFK Värnamo 2012-2016 i Superettan. Han har tidigare även spelat för Östers IF i Superettan och Halmstads BK i Allsvenskan. Hans moderklubb är Älmhults IF.
I september 2013 gjorde han mål mot Varbergs BoIS på övertid, ett mål som fastställde slutresultatet till 3–3.